# Morganton (Georgia)
Morganton város az USA Georgia államában, Fannin megyében. Lakosainak száma 285 fő (2020. április 1.).

## Népesség
A település népességének változása:

| 2010 | 303 |
| 2020 | 285 |